# Liste des sous-marins français
Cet article dresse la liste des sous-marins français de manière chronologique et selon leur classe. Seuls sont recensés les sous-marins militaires opérationnels construits en France ou utilisés par la Marine nationale.
De nos jours, tous les sous-marins français dépendent des forces sous-marines françaises (FSM). Certains sous-marins ont été vendus à l'export.

## Sous-marins à propulsion conventionnelle

### 1863 à 1903

#### Sous-marin àmoteur à air comprimé

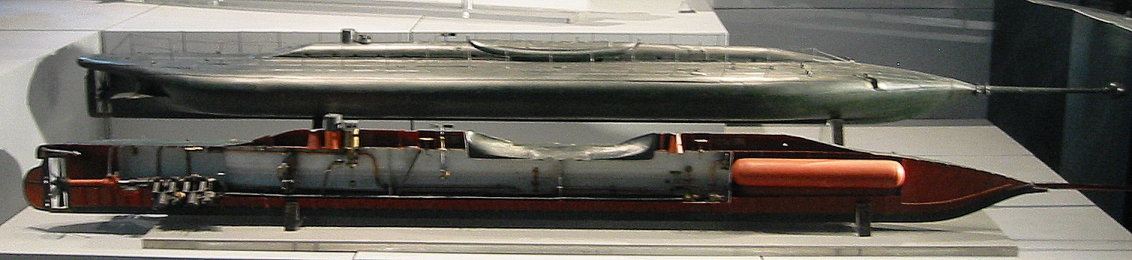
Maquette du Plongeur (1863-1867), premier sous-marin militaire français, 420 tonnes, transformé en 1873 en unité de pompe à eau.

- Plongeur (1863 - 1867)

#### Sous-marin à propulsion électrique seule
- Goubet I (1887)
- Gymnote (Q1) (1888 - 1908)

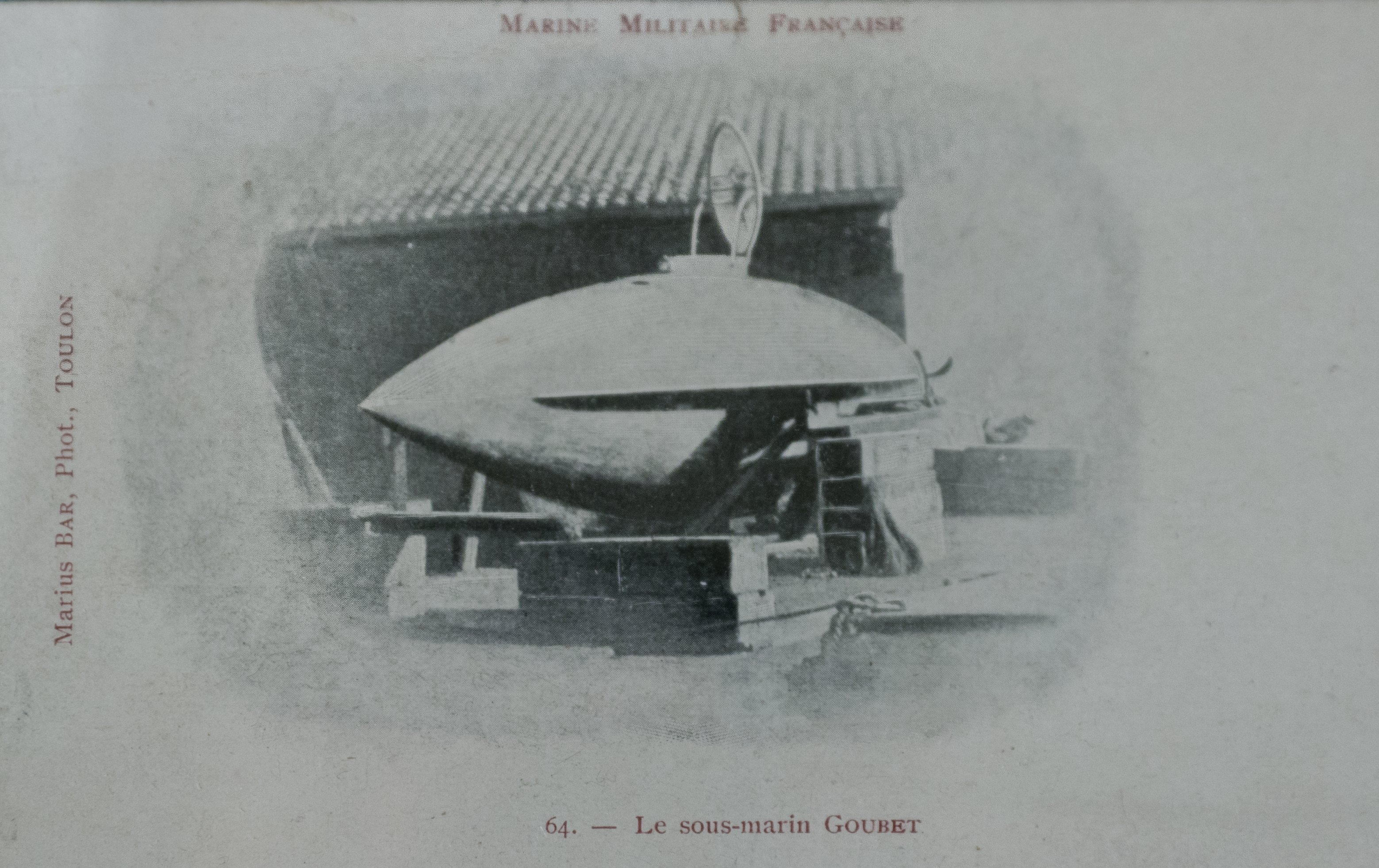
Sous-marin Goubet I

- Gustave Zédé (ex-Sirène) (Q2) (1893 - 1909). Budget 1891.
- Goubet II (1895)
- Morse (Q3) (1899 - 1909). Budget 1894.

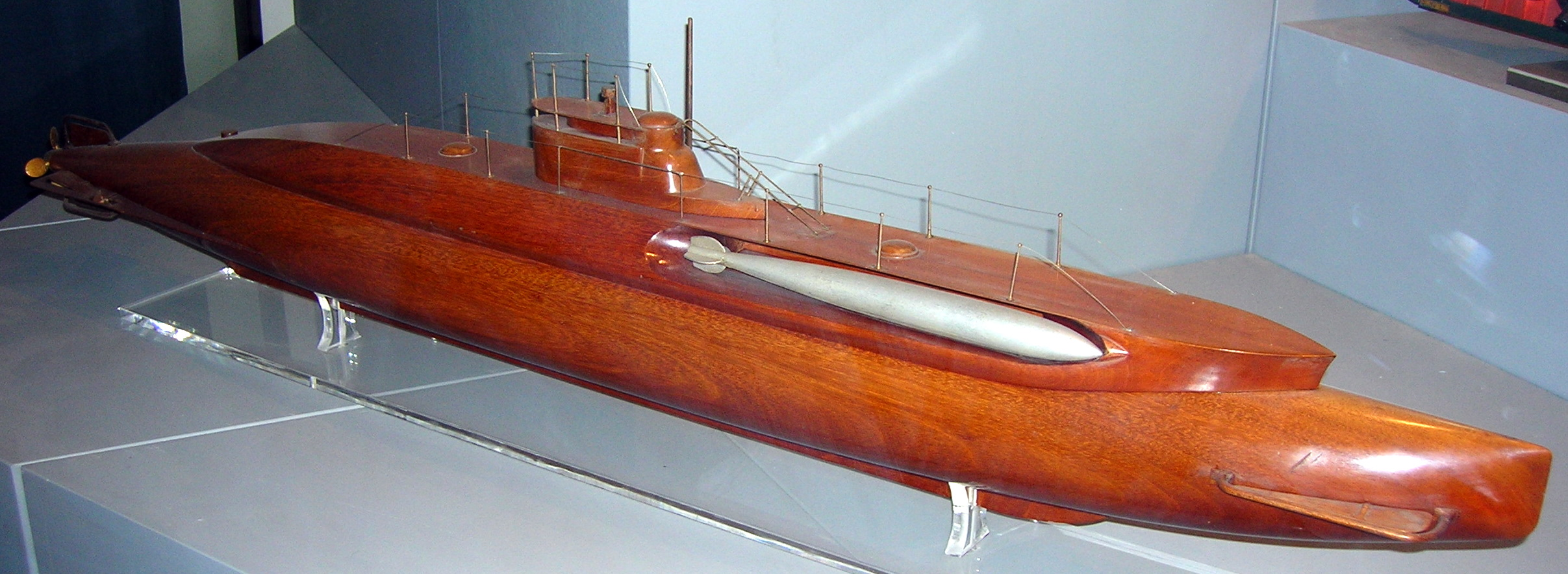
Maquette du sous-marin français L'Algérien (Q12), 1901 - 1914. Coque unique en acier, 147 tonnes, 13 hommes, propulsion électrique

- Maquette du sous-marin français L'Algérien (Q12), 1901 - 1914. Coque unique en acier, 147 tonnes, 13 hommes, propulsion électrique Classe Morse amélioré (1901 - 1914). Budget 1899.
  - Français (Q11) (1901 - 1914)
  - Algérien (Q12) (1901 - 1914)

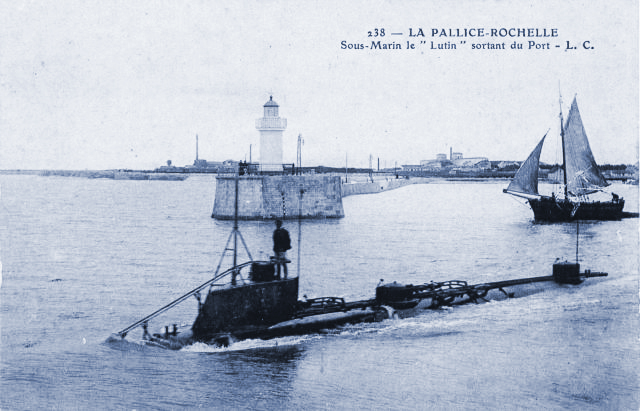
Le sous-marin Lutin sortant du port de la Pallice-Rochelle

- Classe Farfadet (1901 - 1913). Budget 1899.
  - Farfadet puis réarmé en 1908 en Follet (Q7) (1901 - 1913)
  - Korrigan (Q8) (1902 - 1906)
  - Gnôme (Q9) (1902 - 1906)
  - Lutin (Q10) (1903 - 1907)

#### Sous-marin àpropulsion hybrideélectrique/moteur à vapeur
- Narval (Q4) (1900 - 1909). Budget 1898.
- Classe Sirène (1901 - 1919)
  - Sirène (Q5) (1901 - 1919). Budget 1899.
  - Triton (Q6) (1901 - 1919). Budget 1899.
  - Espadon (Q13) (1901 - 1919). Budget 1900.
  - Silure (Q14) (1901 - 1919). Budget 1900.

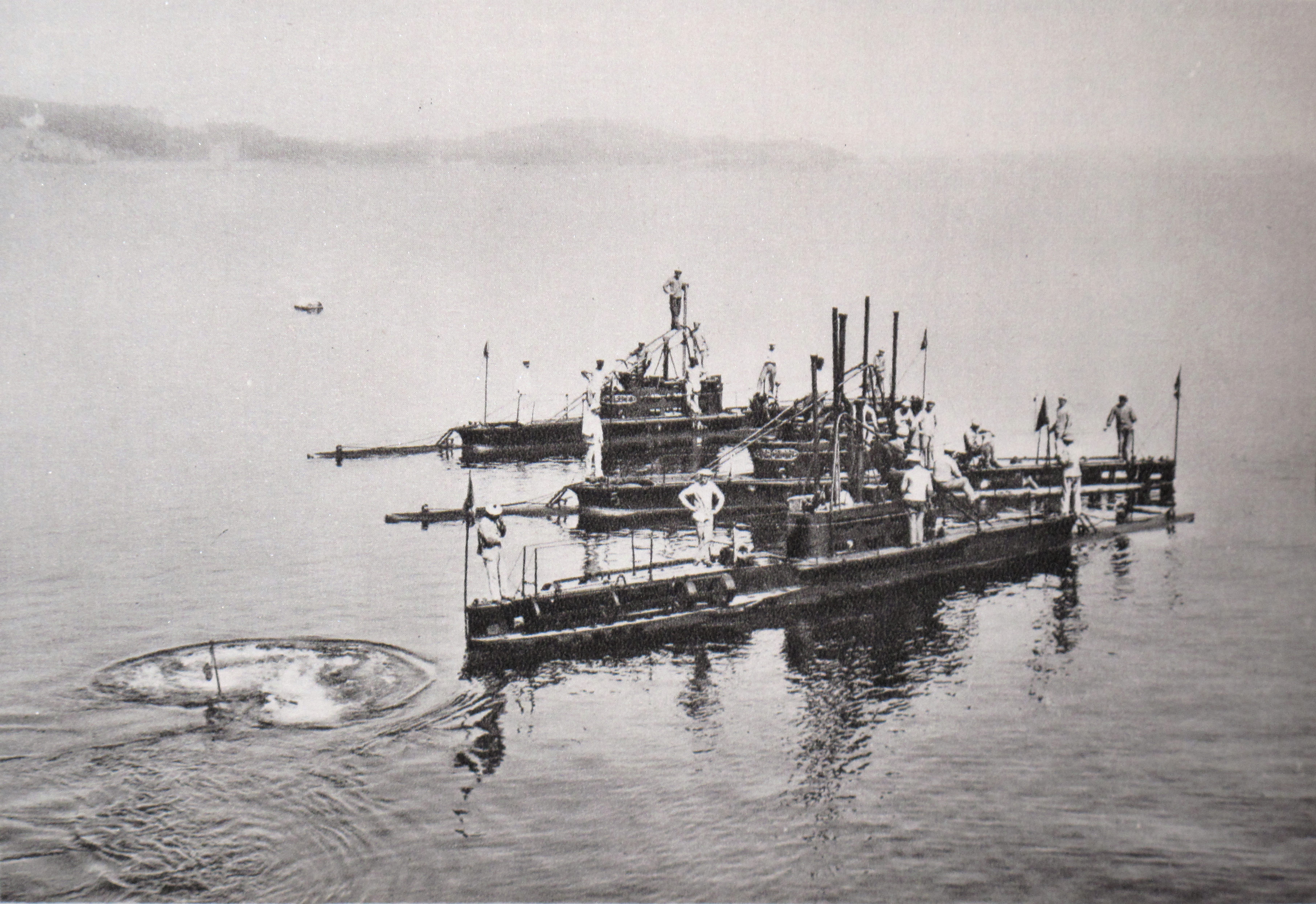
Au premier plan, le sous-marin Grondin de la classe Naïade

- Au premier plan, le sous-marin Grondin de la classe Naïade Classe Naïade (1903 - 1914)
  - Naïade (Q15) (1904 - 1914)
  - Protée (Q16) (1903 - 1914)
  - Perle (Q17) (1903 - 1914)
  - Esturgeon (Q18) (1904 - 1914)
  - Bonite (Q19) (1904 - 1914)
  - Thon (Q20) (1904 - 1914)
  - Souffleur (Q21) (1903 - 1914)
  - Dorade (Q22) (1903 - 1914)
  - Lynx (Q23) (1903 - 1914)
  - Ludion (Q24) (1904 - 1914)
  - Loutre (Q25) (1903 - 1914)
  - Castor (Q26) (1903 - 1914)
  - Phoque (Q27) (1904 - 1914)
  - Otarie (Q28) (1904 - 1914)
  - Méduse (Q29) (1904 -1914)
  - Oursin (Q30) (1904 - 1914)
  - Grondin (Q31) (1904 - 1913)
  - Anguille (Q32) (1904 - 1914)
  - Alose (Q33) (1904 - 1914)
  - Truite (Q34) (1905 - 1914)

### 1904 à 1919
- Classe Farfadet amélioré
  - X (Q35) (1904 - 1914) renommé Dauphin
  - Z (Q36) (1904 - 1910) renommé Tarasque
  - Y (Q37) (1905 - 1909)

- Classe Aigrette (1904 - 1919)
  - Aigrette (Q38) (1904 - 1919)
  - Cigogne (Q39) (1904 - 1919)
- Argonaute (Q40) (1905 - 1919)
- Classe Émeraude (1906 - 1919)

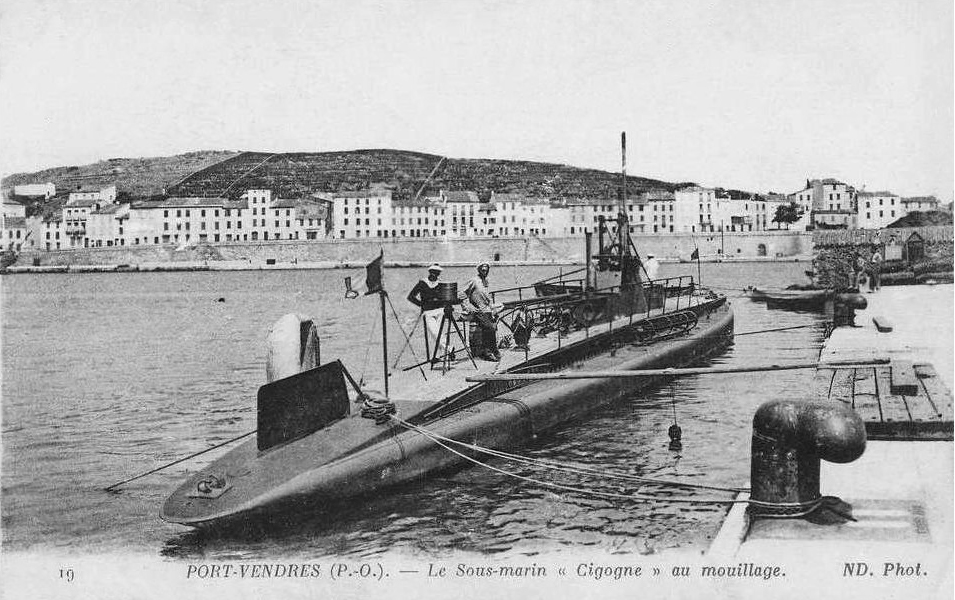
Sous-marin Cigogne de classe Aigrette

  - Émeraude (Q41) (1906 - 1919). Budget 1903.
  - Opale (Q42) (1906 - 1919)
  - Rubis (Q43) (1907 - 1919)
  - Saphir (Q44) (1908 - 1915)
  - Topaze (Q45) (1908 - 1919)

- - Turquoise (Q46) (1908 - 1915)

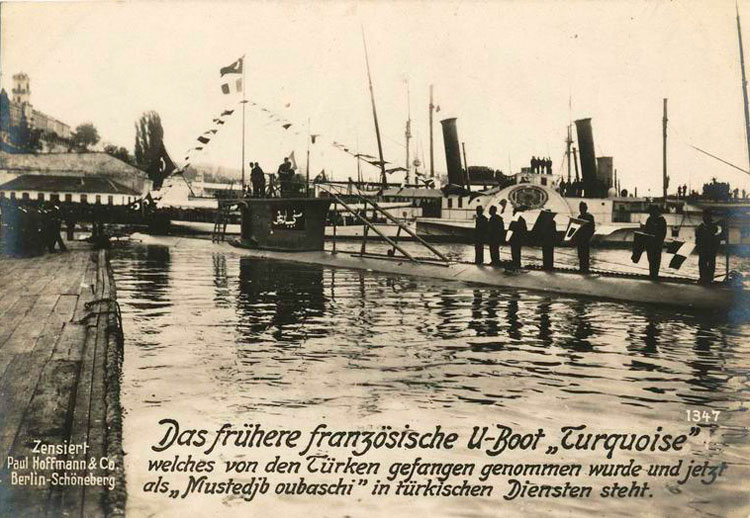
Le Turquoise sous pavillon turc après sa capture dans les Dardanelles en 1915.

- Classe Circé (1907 - 1918). Budget 1903.
  - Circé (Q47) (1907 - 1918)
  - Calypso (Q48) (1907 - 1914)
- Classe Guêpe[1] (non terminée). Budget 1903.
  - Guêpe 1 (Q49)
  - Guêpe 2 (Q50)
- Classe Pluviôse (1907 - 1919)
  - Pluviôse (Q51) (1907 - 1919). Budget 1905.
  - Ventôse (Q52) (1907 - 1919). Budget 1905.
  - Germinal (Q53) (1908 - 1919). Budget 1905.
  - Floréal (Q54) (1908 - 1918)
  - Prairial (Q55) (1908 - 1918)
  - Messidor (Q56) (1907 - 1919)
  - Thermidor (Q57) (1909 - 1919)
  - Fructidor (Q58) (1909 - 1919)
  - Vendémiaire (Q59) (1907 - 1912)
  - Papin (Q64) (1908 - 1919)
  - Fresnel (Q65) (1908 - 1915)
  - Berthelot (Q66) (1909 - 1919)
  - Monge (Q67) (1908 - 1915)
  - Ampère (Q68) (1909 - 1919)
  - Gay-Lussac (Q69) (1910 - 1919)
  - Watt (Q75) (1909 - 1919)
  - Cugnot (Q76) (1909 - 1919)
  - Giffard (Q77) (1910 - 1919)
- Archimède (Q73) (1909 - 1919)
- Charles-Brun[2] (Q89) (1911 - 1915). Budget 1905.

- Mariotte (Q74) (1911 - 1915)
- Classe Brumaire (1911 - 1930)
  - Brumaire (Q60) (1911 - 1930)
  - Frimaire (Q62) (1911 - 1923)
  - Nivôse (Q63) (1912 - 1921)
  - Foucault (Q70) (1912 - 1916)
  - Euler (Q71) (1912 - 1920)
  - Franklin (Q72) (1913 - 1922)
  - Faraday (Q78) (1911 - 1921)
  - Volta (Q79) (1911 - 1922)
  - Newton (Q80) (1912 - 1925)
  - Montgolfier (Q81) (1912 - 1921)
  - Bernoulli (Q83) (1911 - 1918)
  - Joule (Q84) (1911 - 1915)
  - Coulomb (Q85) (1912 - 1919)
  - Arago (Q86) (1912 - 1921)

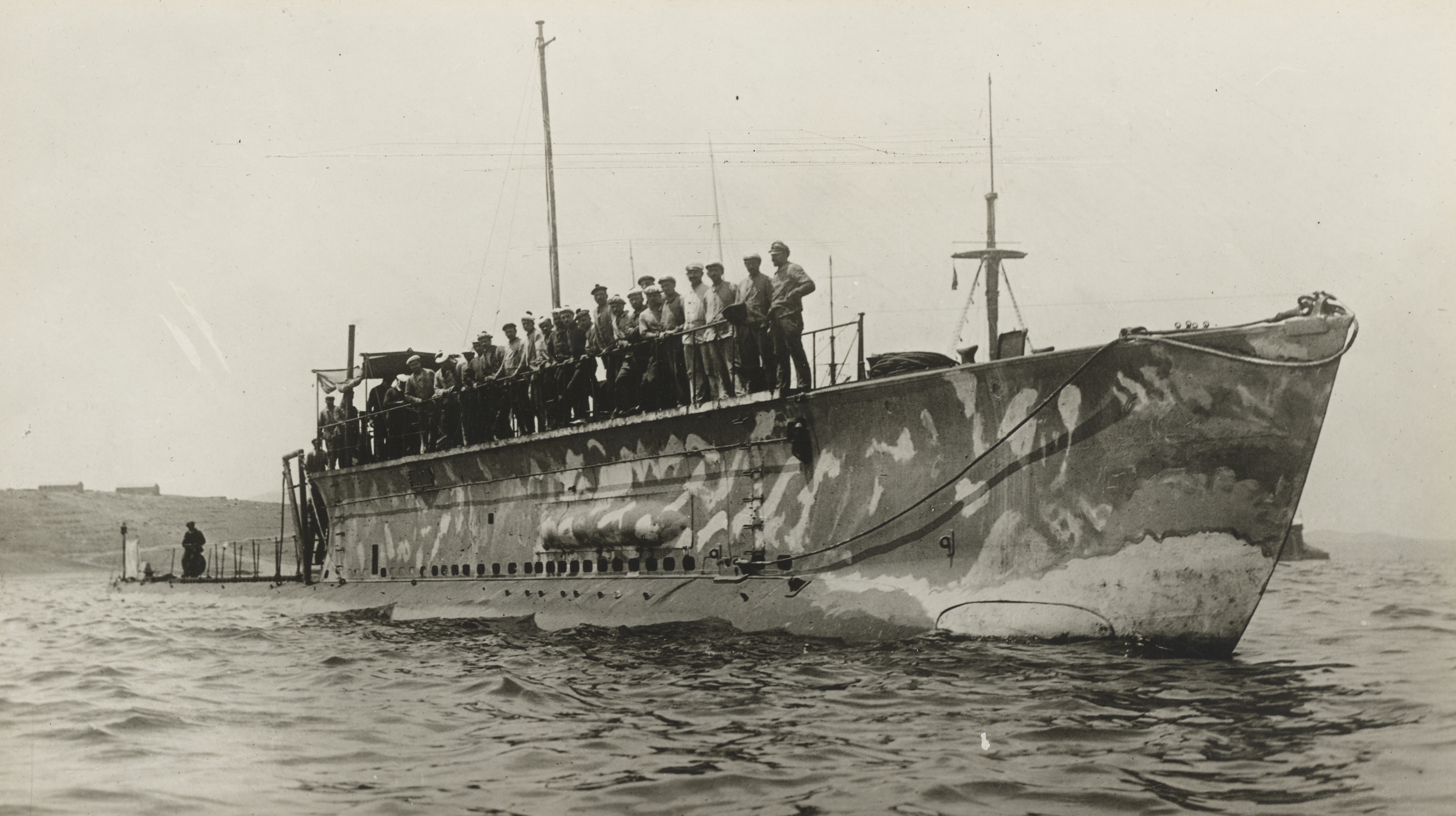
Le sous-marin Mariotte, entré en service le 5 février 1913. Canonné par les batteries turques au large de Kephez, il se saborde le 26 juillet 1915.

  - Curie (Q87) (1912 - 1923). Budget 1905.
  - Le Verrier (Q88) (1912 - 1925). Budget 1905.
- Amiral Bourgois[3] (Q82) (1912 - 1919)
- Classe Clorinde (1913 - 1926)
  - Clorinde (Q90) (1913 - 1926)
  - Cornélie (Q91) (1913 - 1926)
- Classe Gustave Zédé (1913 - 1937)
  - Gustave Zédé (Q92) (1913 - 1937)
  - Néréide (Q93) (1914 - 1935)
- Classe Clorinde modifié (1914 - 1935)
  - Amphitrite (Q94) (1914 - 1935)
  - Astrée (Q95) (1915 - 1928)
  - Artémis (Q96) (1915 - 1927)
  - Aréthuse (Q97) (1916 - 1927)
  - Atalante (Q98) (1915 - 1931). Budget 1909.
  - Amarante (Q99) (1915 - 1925). Budget 1909.
  - Ariane (Q100) (1914 - 1917). Budget 1909.
  - Andromaque (Q101) (1915 - 1931). Budget 1909.
- Classe Bellone (1914 - 1935)
  - Bellone (Q102) (1914 - 1935). Budget 1909.
  - Hermione (Q103) (1917 - 1935). Budget 1913.
  - Gorgone (Q104) (1915 - 1935). Budget 1913.
- Classe Dupuy de Lôme (1915 - 1935). Budget 1913.
  - Dupuy de Lôme (Q105) (1915 - 1935)
  - Sané (Q106) (1916 - 1935)
- Classe Diane (1916) (1915 - 1935). Budget 1913.
  - Diane (Q107) (1916 - 1918)
  - Daphné (Q108) (1915 - 1935)
- Classe Armide (1915 - 1935)[4]
  - Armide (SD 2) (1915 - 1932)
  - Antigone (SD 3) (1916 - 1935)
  - Amazone (SD 4) (1916 - 1932)
- Classe Joessel (1917 - 1935). Budget 1914.
  - Joessel (Q109) (1917 - 1935)
  - Fulton (Q110) (1919 - 1935)
- Classe Lagrange (1917-1937). Budget 1914.
  - Laplace (Q111) (1919-1935)
  - Lagrange (Q112) (1917-1935)
  - Regnault (Q113) (1924-1937)
  - Romazotti (Q114) (1918-1937)

#### Sous-marins d'origine allemande

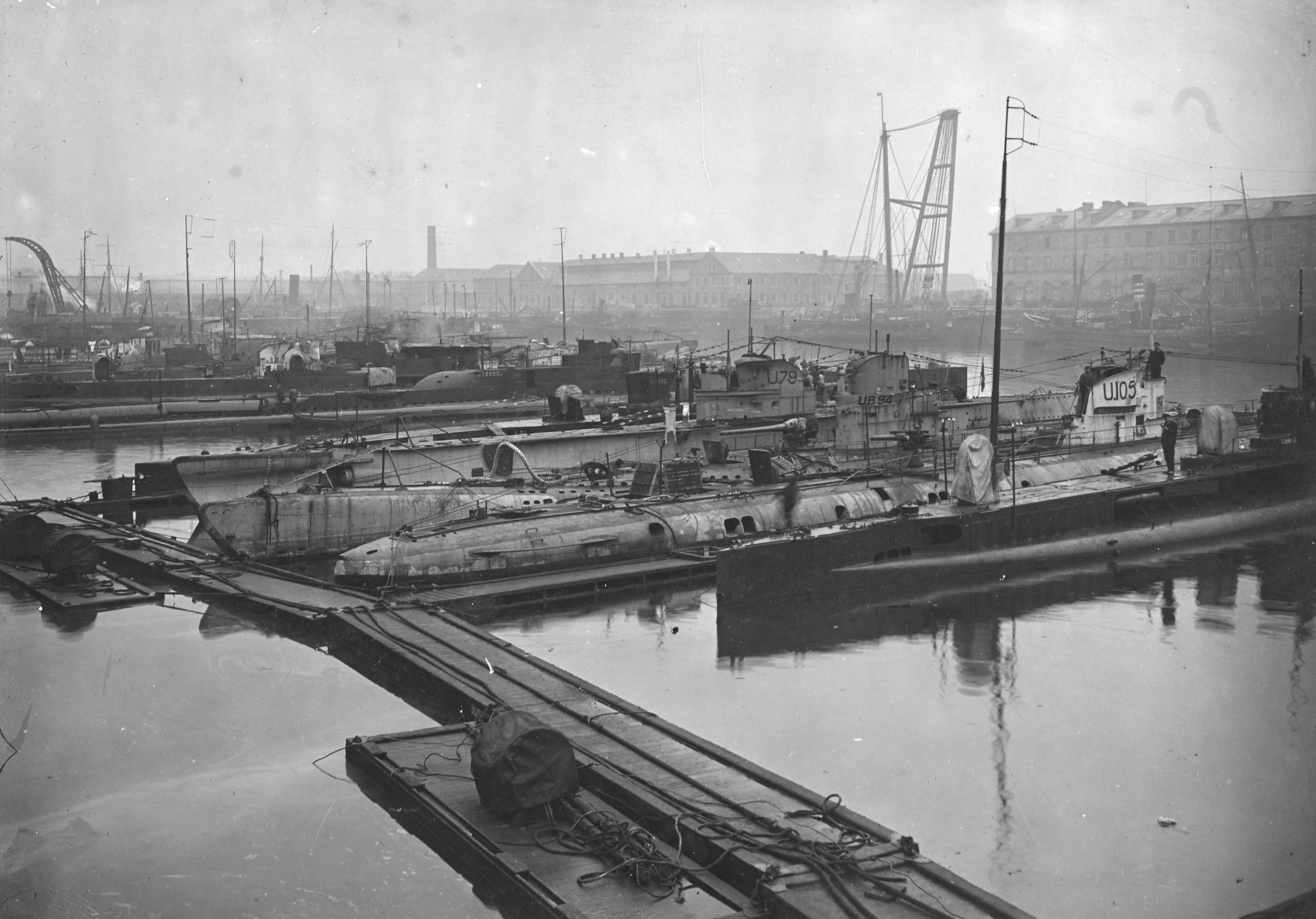
Sous-marins français à Cherbourg: De droite à gauche : CORNELIE 1913-26, ex-allemand U-105 (Français JEAN AUTRIC, 1917-37), ex-Allemand UB-94 (Français T. SCHILLEMANS 1918-35), ex-Allemand U-79 (Français VICTOR REVEILLE 1916-33)

- Classe UB II et UB III (Allemagne) (1916 - 1937)
  - Roland Morillot (ex UB-26) (1916 - 1925)
  - Trinité-Schillemans (ex UB-94) (1918 - 1935)
  - Carissan (ex UB-99) (1918 - 1935)
  - Jean Corre (ex UB-155) (1918 - 1937)
- Classe U 93 (Allemagne) (1918 - 1937)
  - Jean-Autric (ex U-105) (1917 - 1937)
  - Léon Mignot (ex U-108) (1918 - 1935)
  - Pierre Marast (ex U-163) (1918 - 1937)
  - Jean Roulier (ex U-166) (1918 - 1935)
- Classe UE (Allemagne) (1918 - 1935)
  - Victor Réveille (ex U-79) (1916 - 1933)
  - René Audry (ex U-119) (1918 - 1937)
- Classe U-139 (Allemagne) (1918 - 1935)
  - Halbronn (ex U-139) (1918 - 1935)

### 1919 à 1942
- Classe O'Byrne (1919 - 1935)
  - O'Byrne (1919 - 1935)
  - Henri Fournier (SC 6) (1919 - 1935)
  - Louis Dupetit-Thouars (SC 7) (1920 - 1928)
- Classe Français
  - Maurice Callot (NN1) (1921 - 1936)
  - Pierre Chailley (NN2) (1921 - 1936)
- Classe 600-630 tonnes (1925 - 1946)
  - Classe Sirène (1925 - 1942)
    - Sirène (Q123) (1925 - 1942)
    - Naïade (Q124) (1925 - 1942)
    - Galatée (Q132) (1925 - 1942)
    - Nymphe (Q133)

  - Classe Ondine (1929 - 1942)
    - Ondine (Q121) (1928 - 1928)
    - Ariane (Q122) (1928 - 1942)
    - Eurydice (Q130) (1929 - 1942)
    - Danaé (Q131) (1929 - 1942)

  - Classe Circé (1927 - 1942) Le Galatée (Q132) de la classe Sirène amarrés au quai Lamoune dans le port d'Oran en 1933. Le Calypso (Q126) de la classe Circé en arrière-plan.
    - Circé (Q125) (1927 - 1940)
    - Calypso (Q126) (1927 - 1942)
    - Thétis (Q134) (1928 - 1942)
    - Doris (Q135) (1928 - 1940

  - Classe Argonaute (1932 - 1946)
    - Argonaute (NN6) (1933 - 1942)
    - Aréthuse (NN7) (1932 - 1946)
    - Atalante (Q162) (1934 - 1945)
    - Vestale (Q176) (1935 - 1946)
    - Sultane (Q177) (1934 - 1946)

  - Classe Orion (1932 - 1943)
    - Orion (Q165) (1932 - 1943)
    - Ondine (Q166) (1932 - 1943)

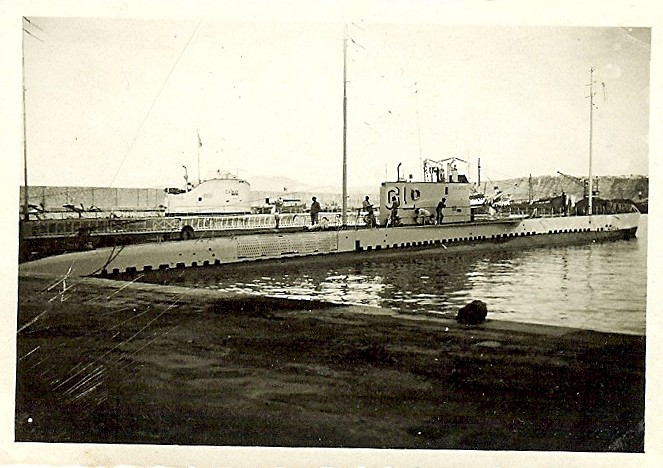
Le Galatée (Q132) de la classe Sirène amarrés au quai Lamoune dans le port d'Oran en 1933. Le Calypso (Q126) de la en arrière-plan.

  - Classe Diane (1926) (1932 - 1946)
    - Diane (NN4) (1932 - 1942)
    - Méduse (NN5) (1932 - 1942)
    - Amphitrite (Q159) (1933 - 1945)
    - Amazone (Q161) (1933 - 1946)
    - Antiope (Q160) (1933 - 1946)
    - Orphée (Q163) (1933 - 1946)
    - Oréade (Q164) (1933 - 1942)
    - Psyché (Q174) (1933 - 1942)
    - Sibylle (Q175) (1934 - 1942)
- Classe Requin (1926 - 1946)
  - Requin (Q115) (1926 - 1942)
  - Souffleur (Q116) (1926 - 1941)
  - Morse (Q117) (1928 - 1940)
  - Narval (Q118) (1926 - 1940)
  - Marsouin (Q119) (1927 - 1946)
  - Dauphin (Q120) (1927 - 1941)
  - Caïman (Q127) (1928 - 1942)
  - Phoque (Q128) (1928 - 1941)
  - Espadon (Q129) (1927 - 1941)
- Le Rubis Classe Saphir (1930 - 1949)
  - Saphir (Q145) (1930 - 1942)
  - Turquoise (Q146) (1930 - 1942)
  - Nautilus (Q152) (1931 - 1942)
  - Rubis (Q158) (1933 - 1949)
  - Diamant (Q173) (1934 - 1942)
  - Perle (Q184) (1937 - 1944)
- Classe 1 500 tonnes (1931 - 1952)

- - Type M5 (1931 - 1942)
    - Redoutable (Q136) (1931 - 1942)
    - Vengeur (Q137) (1931 - 1941)

  - Type M6 (1931 - 1952)
    - Pascal (Q138) (1931 - 1942)
    - Pasteur (Q139) (1932 - 1940)

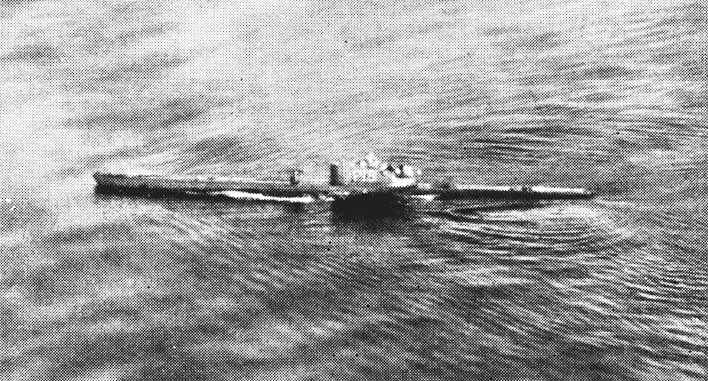
Le Rubis

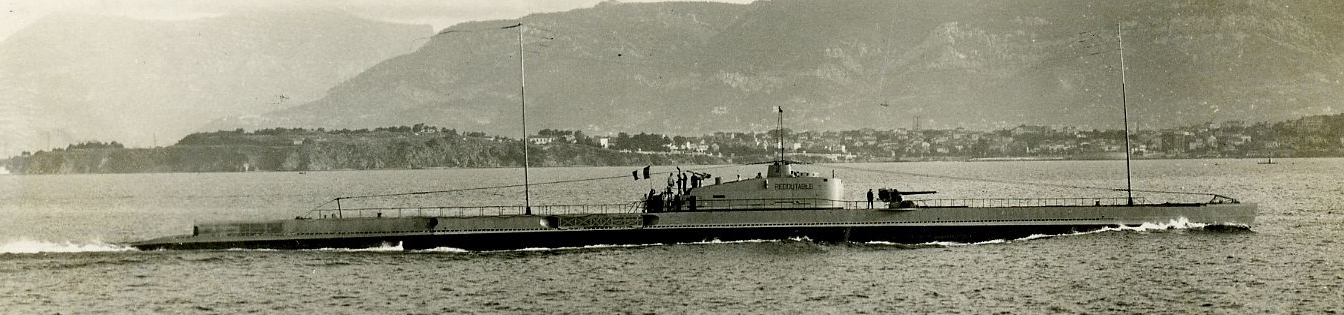
SN Redoutable (1928) à Toulon

    - Henri Poincaré (Q140) (1931 - 1942)
    - Poncelet (Q141) (1932 - 1940)
    - Archimède (Q142) (1932 - 1952)
    - Fresnel (Q143) (1932 - 1942)
    - Monge (Q144) (1932 - 1942)
    - Achille (Q147) (1933 - 1940)
    - Ajax (Q 148) (1934 - 1940)
    - Actéon (Q149) (1931 - 1942)
    - Achéron (Q150) (1932 - 1942)
    - Argo (Q151) (1933 - 1946)
    - Prométhée (Q153) (coulé en 1932 avant sa mise en service)
    - Persée (Q154) (1934 - 1940)
    - Protée (Q155) (1932 - 1943)
    - Pégase (Q156) (1932 - 1941)
    - Phénix (Q157) (1932 - 1939)
    - L'Espoir (Q167) (1934 - 1942)
    - Le Glorieux (Q 168) (1934 - 1952)
    - Le Centaure (Q169) (1935 - 1952)
    - Le Héros (Q170) (1934 - 1942)
    - Le Conquérant (Q171) (1936 - 1942)
    - Le Tonnant (Q172) (1937 - 1942)
    - Agosta (Q178) (1937 - 1940)
    - Bévéziers (Q179) (1937 - 1942)
    - Ouessant (Q180) (1939 - 1940)
    - Sidi-Ferruch (Q181) (1939 - 1942)
    - Sfax (Q182) (1936 - 1940)
    - Casabianca (Q183) (1937 - 1952)
- Surcouf (NN-3) (1934 - 1942)
- Classe Minerve (1936 - 1954)
  - Minerve (Q185) (1936 - 1945)
  - Junon (Q186) (1937 - 1954)
  - Vénus (Q187) (1936 - 1942)
  - Iris (Q188) (1936 - 1950)
  - Pallas (Q189) (1938 - 1942)
  - Cérès (Q190) (1938 - 1942)
- Classe Aurore (11 unités de 893 t en surface prévues) (1939 - 1940)
  - Aurore (1939 - 1942)
  - La Créole (Q193) (1940 - 1960), capturé le 1 juillet 1940 par les britanniques.
  - La Bayadère (Q194) : Détruit sur cale en 1940
  - La Favorite (Q195) (1940 - 1944), sous-marin d'entrainement dans la Kriegsmarine allemande en juin 1940 rebaptisé UF 2.
  - L'Antigone (Q202) : Détruit sur cale en 1940
  - L'Andromaque (Q203) : Détruit sur cale en 1940
  - L'Armide (Q207) : Détruit sur cale en 1940
  - L'Hermione (Q211) : Commandé mais non mis sur cale
  - La Gorgone (Q212) : Commandé mais non mis sur cale
  - La Clorinde (Q213) : Commandé mais non mis sur cale
  - La Cornélie (Q214) (Commande annulée)
- Classe Morillot (8 unités de 1 817 t en surface prévues) [5]
  - Roland Morillot : Détruit sur cale en 1940
  - La Praya : Détruit sur cale en 1940
  - Martinique : Détruit sur cale en 1940
  - Guadeloupe (Q-204) : Non construit
  - Réunion (Q-205) : Non construit
- Classe Émeraude (4 unités de 862 t en surface prévues)
  - Émeraude : Détruit sur cale en 1940
- Classe Phénix (13 unités de 1056 t en surface non construites)

### 1943 à 1957

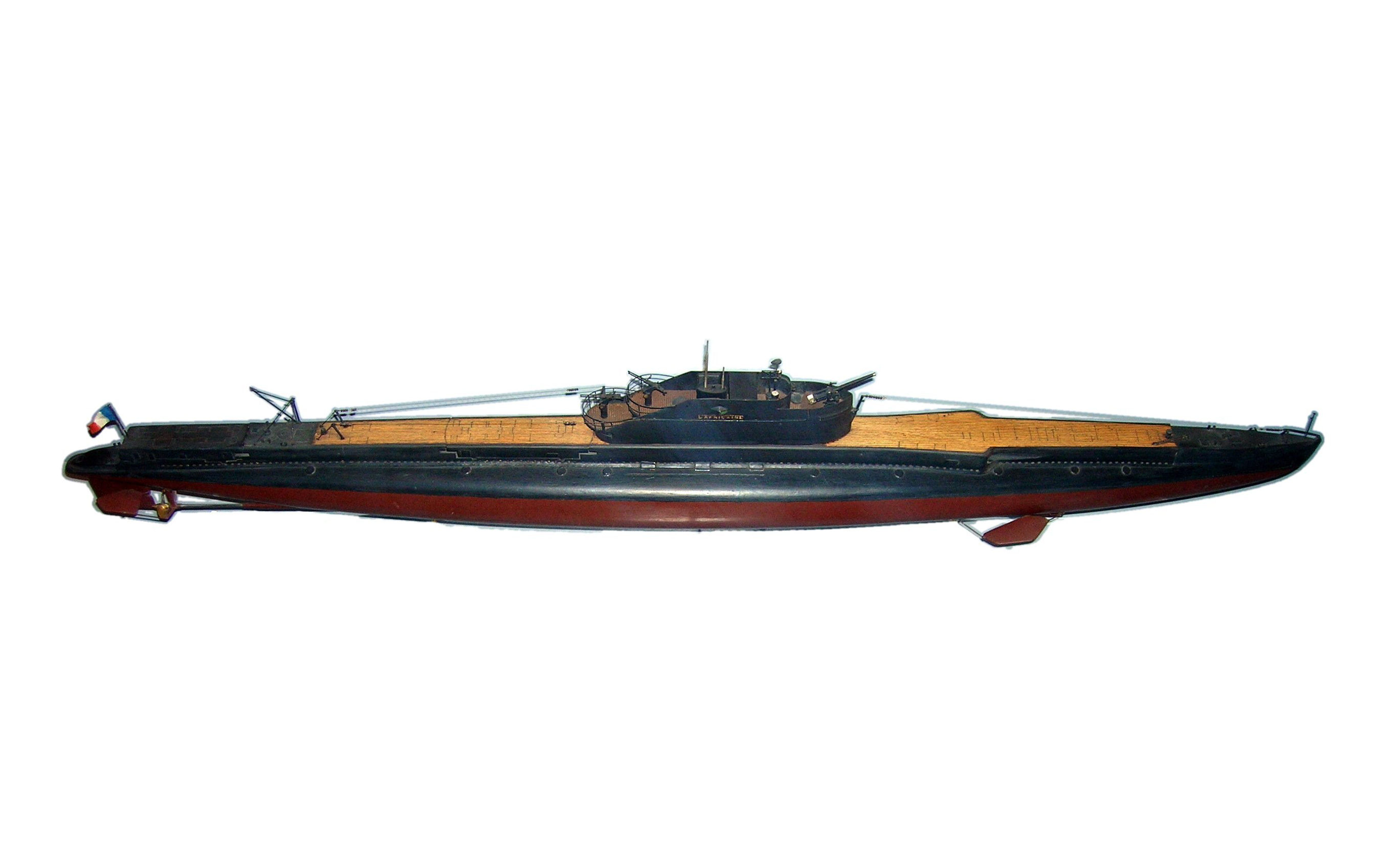
Maquette de l'Africaine

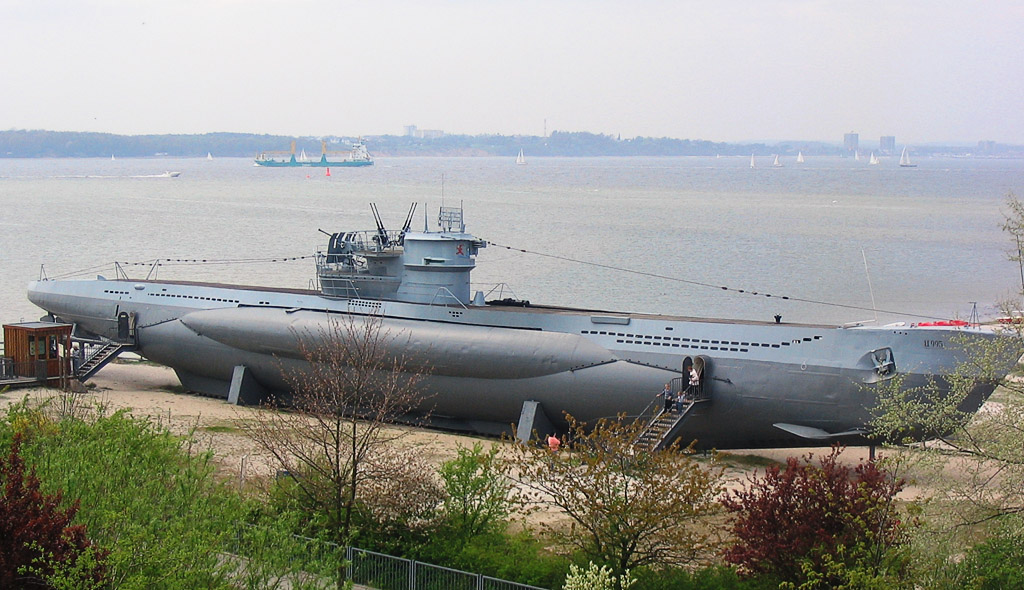
Type VII

#### Sous-marins d'origine française
- Classe Aurore ou Créole (1945 - 1961)
  - L'Africaine (Q196) (1946 - 1961)
  - L'Astrée (Q200) (1945 - 1960)
  - L'Andromède (Q201) (1949 - 1960)
  - L'Artémis (Q206) (1945 - 1960)

#### Sous-marins d'origine allemande
- Type VII (Allemagne) (1944 - 1963)
  - Le Millé (S609) (ex U-471) (1944 - 1963)
  - Le Laubie (S610) (ex U-766) (1945 - 1961)
- Type IX (Allemagne) (1945 - 1959)
  - Le Blaison (S611) (ex U-123) (1945 - 1957)
  - Le Bouan (S612) (ex U-510) (1945 - 1959)
- Type XXI (Allemagne) (1946 - 1967)
  - Roland Morillot (S613) (ex-Unterseeboot 2518) (1946 - 1967)
- Type XXIII (Allemagne) (1946)
  - U-2326 (1946)

#### Sous-marins d'origine britannique
- Classe U

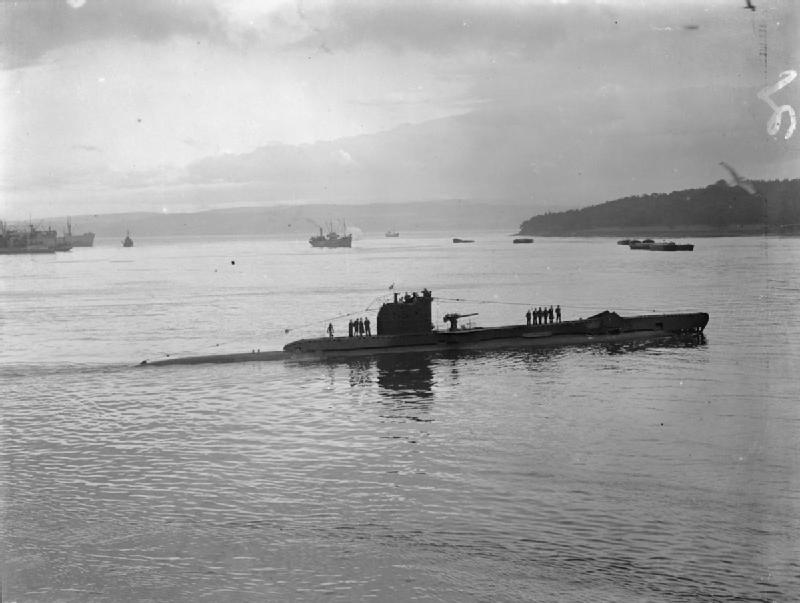
Sous-marin Curie (ex-HMS Vox) prêté en 1943 par la Royal Navy aux Forces navales françaises libres

  - Curie (P67) (ex-HMS Vox) (1943 - 1946)

- Classe V
  - Doris (P84) (ex-HMS Vineyard) (1944 - 1947)
  - Morse (P87) (ex-HMS Vortex) (1944 - 1946)

- Classe S (Angleterre) (1951 - 1959)
  - Sibylle (S617) (ex-HMS Sportsman) (1951 - 1952)
  - Saphir (ex-HMS Satyr) (1952 - 1959)
  - Sirène (ex-HMS Spiteful) (1952 - 1958)
  - La Sultane (ex-HMS Statesman) (1952 - 1959)

### 1957 à 1978

#### Sous-marins de conception française

L' et le à La Rochelle en 1969.

Q244

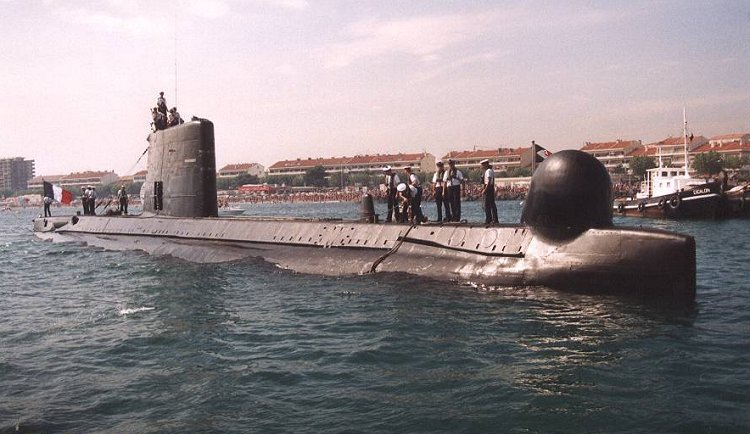
La à Saint-Raphaël en 1994.

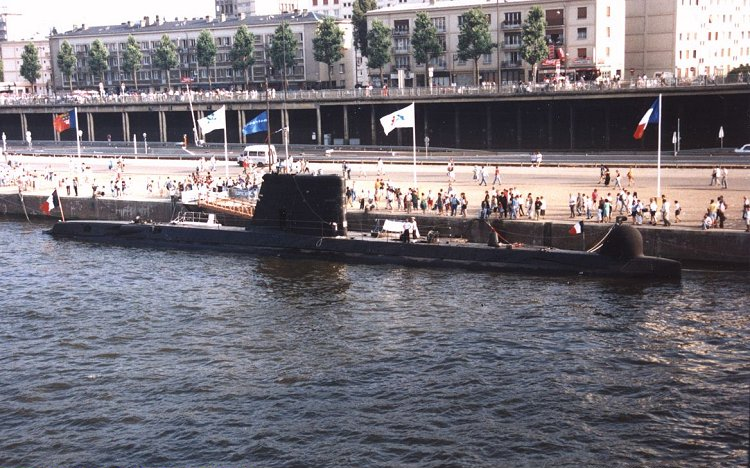
La Psyché

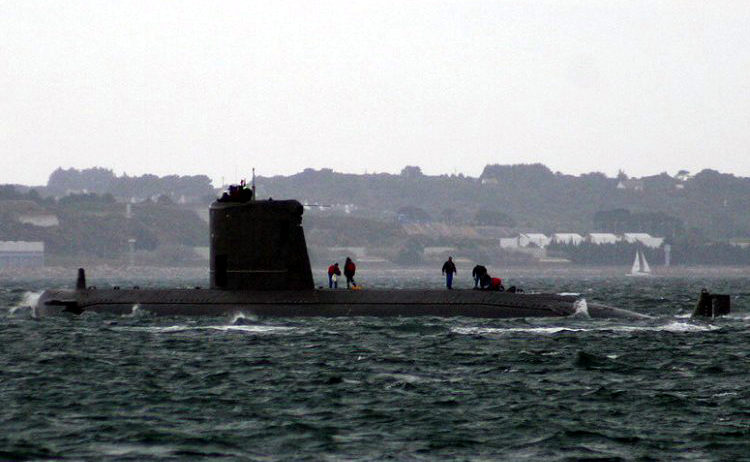
Le SA en 2005.

| Classe Narval (sous-marins d'attaque, 1957 – 1992)                       |      |           |             |
| Q231                                                                     | S631 | Narval    | 1957 – 1986 |
| Q232                                                                     | S632 | Marsouin  | 1957 – 1982 |
| Q233                                                                     | S633 | Dauphin   | 1958 – 1992 |
| Q234                                                                     | S634 | Requin    | 1958 – 1985 |
| Q237                                                                     | S637 | Espadon   | 1960 – 1985 |
| Q238                                                                     | S638 | Morse     | 1960 – 1986 |
| Classe Aréthuse (sous-marins de chasse, 1958 – 1981)                     |      |           |             |
| Q235                                                                     | S635 | Aréthuse  | 1958 – 1979 |
| Q236                                                                     | S636 | Argonaute | 1959 – 1981 |
| Q239                                                                     | S639 | Amazone   | 1959 – 1980 |
| Q240                                                                     | S640 | Ariane    | 1960 – 1981 |
| Classe Daphné (sous-marins d'attaque à hautes performances, 1964 – 1996) |      |           |             |
| Q241                                                                     | S641 | Daphné    | 1964 – 1989 |
| Q242                                                                     | S642 | Diane     | 1964 – 1989 |
| Q243                                                                     | S643 | Doris     | 1964 – 1994 |
| Q245                                                                     | S644 | Eurydice  | 1964 – 1970 |
| Q246                                                                     | S645 | Flore     | 1964 – 1989 |
| Q247                                                                     | S646 | Galatée   | 1964 – 1991 |
| Q248                                                                     | S647 | Minerve   | 1964 – 1968 |
| Q249                                                                     | S648 | Junon     | 1966 – 1996 |
| Q250                                                                     | S649 | Vénus     | 1966 – 1990 |
| Q253                                                                     | S650 | Psyché    | 1970 – 1996 |
| Q254                                                                     | S651 | Sirène    | 1970 – 1996 |
| Q 244 et Gymnote (sous-marins expérimentaux, 1966 – 1986)                |      |           |             |
| Q244                                                                     | —    | —         | Annulé      |
| Q251                                                                     | S655 | Gymnote   | 1966 – 1986 |
| Classe Agosta (sous-marins d'attaque, 1977 – 2001)                       |      |           |             |
| Q259                                                                     | S620 | Agosta    | 1977 – 1997 |
| Q260                                                                     | S621 | Bévéziers | 1977 – 1998 |
| Q261                                                                     | S622 | La Praya  | 1978 – 2000 |
| Q262                                                                     | S623 | Ouessant  | 1978 – 2001 |

## Sous-marins à propulsion nucléaire

### Sous-marins nucléaires d'attaque

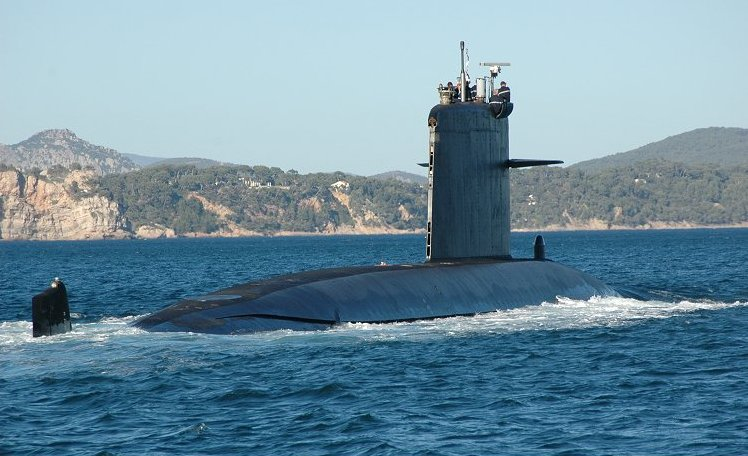
Le SNA en 2004.

Liste des sous-marins nucléaires français d'attaque (SNA). Les navires en service en 2025 dans la Marine nationale sont mis en évidence par une nuance de bleu.
| Classe Rubis (1983 – )   |      |               |                 |
| Q265                     | S601 | Rubis         | 1983 – 2022     |
| Q266                     | S602 | Saphir        | 1984 – 2019     |
| Q267                     | S603 | Casabianca    | 1987 – 2023     |
| Q268                     | S604 | Émeraude      | 1988 – 2024     |
| Q269                     | S605 | Améthyste     | 1992 –          |
| Q270                     | S606 | Perle         | 1993 –          |
| Q271                     | S607 | Turquoise     | Annulé          |
| —                        | S608 | Diamant       | Annulé          |
| Classe Suffren (2022 – ) |      |               |                 |
| Q284                     | S635 | Suffren       | 2022 –          |
| Q…                       | S636 | Duguay-Trouin | 2024 –          |
| Q…                       | S637 | Tourville     | 2024 -          |
| Q…                       | S638 | De Grasse     | En construction |
| Q…                       | S639 | Rubis         | En construction |
| Q…                       | S640 | Casabianca    | En construction |

### Sous-marins nucléaires lanceurs d'engins

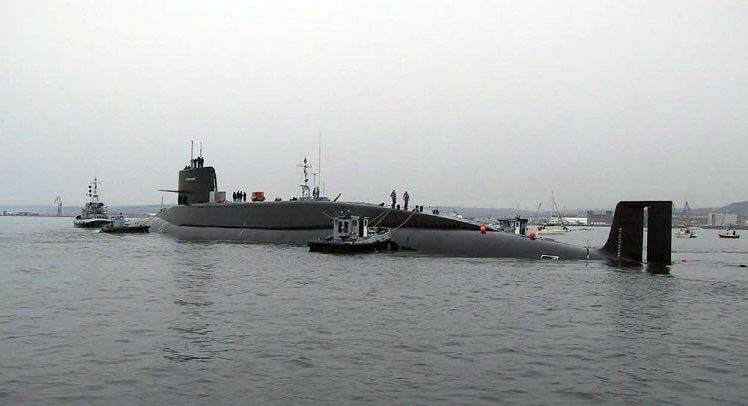
Le SNLE.

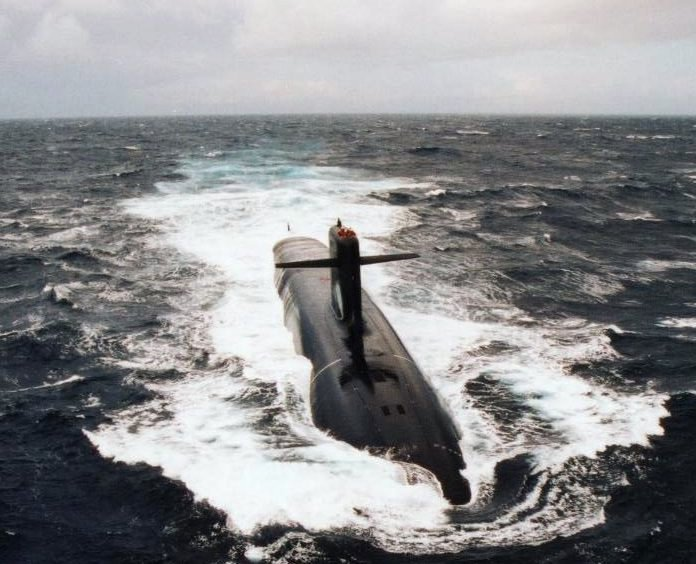
Le SNLE.

Liste des sous-marins nucléaires français lanceurs d'engins (SNLE). Les navires en service en 2025 dans la Marine nationale sont mis en évidence par une nuance de bleu.
| Classe Le Redoutable (1971 – 2008) |      |               |             |
| Q252                               | S611 | Le Redoutable | 1971 – 1991 |
| Q255                               | S612 | Le Terrible   | 1973 – 1996 |
| Q257                               | S610 | Le Foudroyant | 1974 – 1998 |
| Q258                               | S613 | L'Indomptable | 1976 – 2005 |
| Q263                               | S614 | Le Tonnant    | 1980 – 1999 |
| Q264                               | S615 | L'Inflexible  | 1985 – 2008 |
| Classe Le Triomphant (1997 – )     |      |               |             |
| Q272                               | S616 | Le Triomphant | 1997 –      |
| Q273                               | S617 | Le Téméraire  | 1999 –      |
| Q274                               | S618 | Le Vigilant   | 2004 –      |
| Q281                               | S619 | Le Terrible   | 2010 –      |
| Classe SNLE 3G (2035 – )           |      |               |             |
| Q...                               | S620 | ?             | 2035 –      |
| Q...                               | S621 | ?             | 2040 –      |
| Q...                               | S622 | ?             | 2045 –      |
| Q...                               | S623 | ?             | 2050 –      |

## Frise chronologique
La frise chronologique ci-dessous liste, triés par classe, les sous-marins de conception française construits après-guerre pour la Marine nationale avec leurs années de service. Les sous-marins à propulsion conventionnelle sont en noir, les sous-marins à propulsion nucléaire sont en bleu.

### Sources
- (de) Cet article est partiellement ou en totalité issu de l’article de Wikipédia en allemand intitulé « Liste französischer U-Boot-Klassen » (voir la liste des auteurs).
- Jean-Michel Roche, Dictionnaire des bâtiments de la flotte de guerre française de Colbert à nos jours, t. II : 1870-2006, Millau, Rezotel-Maury, 2005, 591 p. (ISBN 2-9525917-1-7, lire en ligne)
- Claude Huan, Les Sous-marins français 1918-1945, Rennes, Marines Éditions, 2004, 240 p. (ISBN 978-2-915379-07-5 et 2-915-37907-6, OCLC 55595422)
- Claude Huan et Jean Moulin, Les sous-marins français 1945-2000, Rennes, Marines éditions, 16 février 2010, 119 p. (ISBN 978-2-35743-041-9 et 2-35743-041-9, EAN 978-2-35743-041-9), p. 22-23.
- Jean Moulin, Les sous-marins français en images, Rennes, Marines Éditions, 2006, 91 p. (ISBN 2-915379-40-8), p. 82-83.